# Falck (entreprise)
Pour les articles homonymes, voir Falck (homonymie).

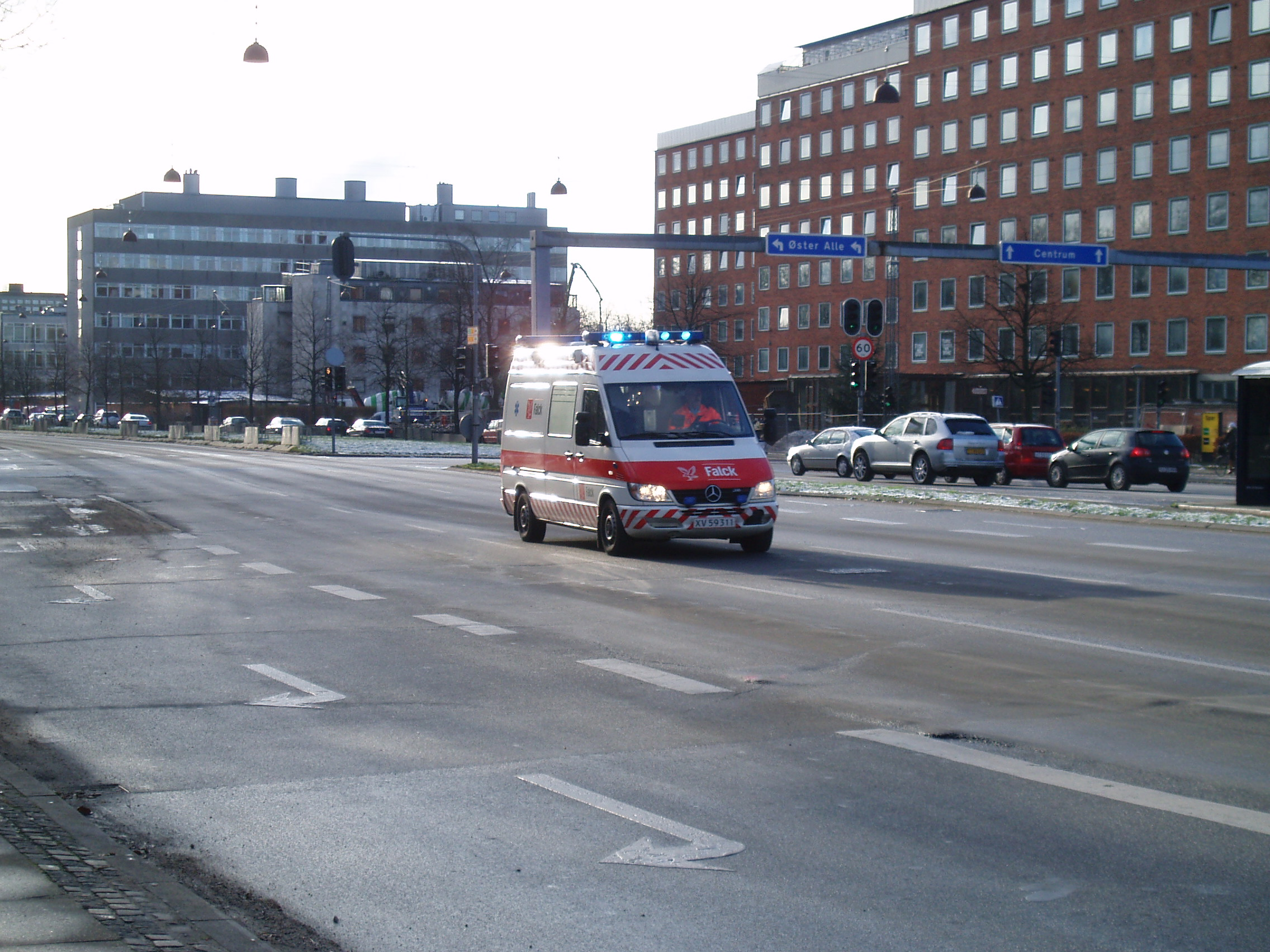
Ambulance Falck à Copenhague.

Falck est une entreprise danoise proposant des services de secours d'urgence et de sécurité. Fondée par Sophus Falck en 1906, l'entreprise assure aujourd'hui la lutte contre l'incendie pour 170 communes et des services d'ambulance pour 259 communes sur 271 au total au Danemark. Le groupe emploie environ 32 000 personnes (2018) et est également actif dans plusieurs autres pays européens, 31 pays sur les 5 continents où il a notamment racheté plusieurs entreprises de sécurité. Les 5 domaines principaux d'activités de Falck sont répartis entre les ambulances, l'assistance et l'accompagnement à la personne, la lutte contre les incendies, le dépannage et l'assistance voyage (rapatriement). En France, pour le moment, seule la lutte contre les incendies dans certaines structures est effective.